# Hjörtur Hermannsson
Hjörtur Hermannsson (Reykjavík, 8 de fevereiro de 1995) é um futebolista profissional islandês que atua como defensor, atualmente defende o IFK Göteborg.

## Carreira
Hjörtur Hermannsson fez parte do elenco da Seleção Islandesa de Futebol da Eurocopa de 2016.

## Títulos

### Prêmios individuais
- Equipe do torneio do Campeonato Europeu Sub-17 2012